# Лівада-Міке (Сату-Маре)
Лівада-Міке (рум. Livada Mică) — село у повіті Сату-Маре в Румунії. Адміністративно підпорядковане місту Лівада.
Село розташоване на відстані 442 км на північний захід від Бухареста, 18 км на схід від Сату-Маре, 124 км на північ від Клуж-Напоки.

## Населення
За даними перепису населення 2002 року у селі проживала 321 особа, з них 318 осіб (99,1%) румунів. Рідною мовою 320 осіб (99,7%) назвали румунську.